# Gustav Julius Buschick

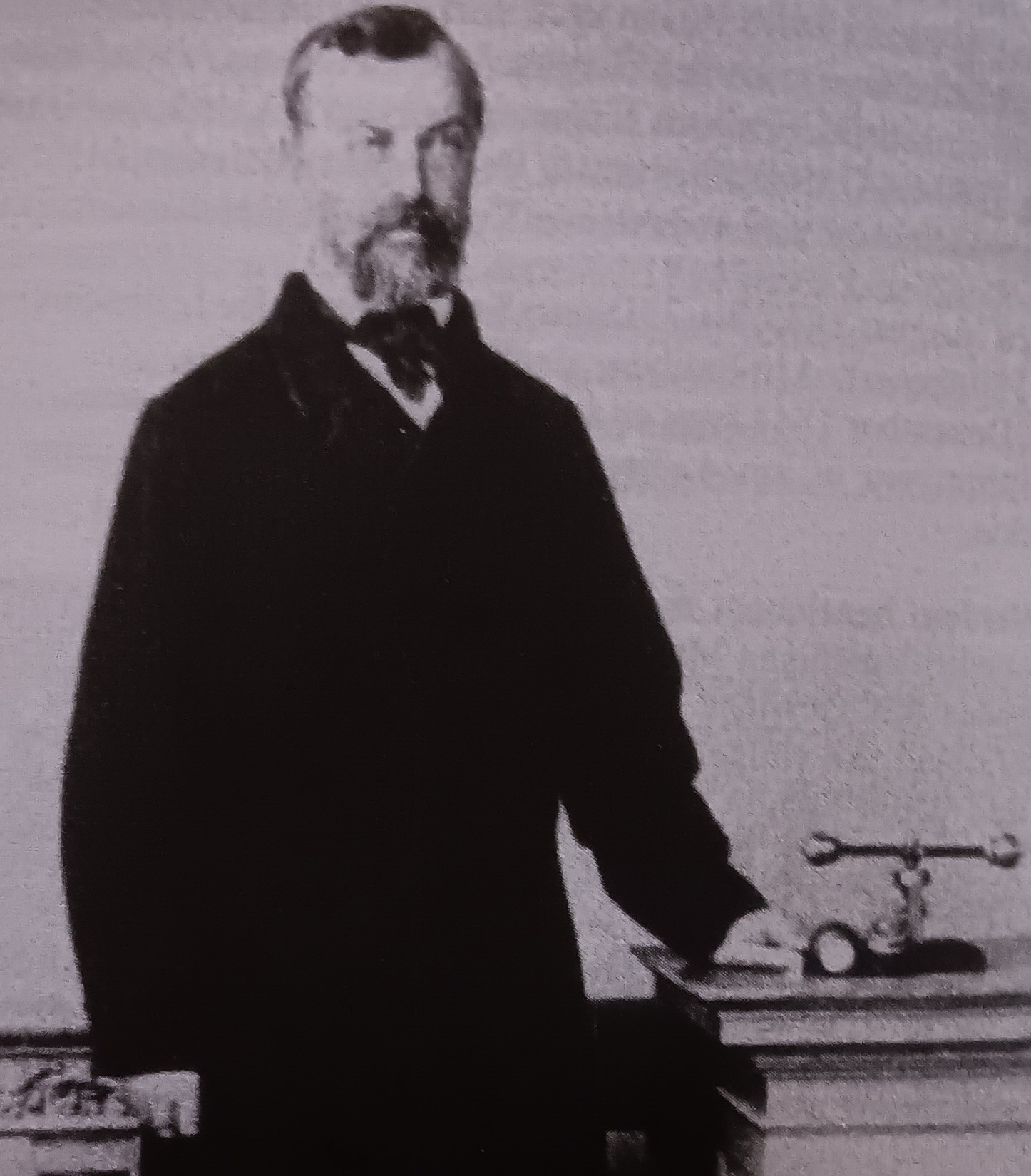
Gustav Julius Buschick, letzter sächsischer Münzmeister.

Gustav Julius Buschick (* 13. Juni 1815 in Zschopau; † 12. Dezember 1897 in Dresden) war der letzte sächsische Münzmeister. Die während seiner Münzmeisterzeit zwischen 1861 und 1887 in Dresden geprägten Münzen tragen das Münzmeisterzeichen „B“.

## Leben

### Familie
Gustav Julius Buschick wurde am 13. Juni 1815 als erstes von insgesamt sechs Kindern des Christian Gottlieb Buschick und der Amalie Auguste in Zschopau geboren. Sein Vater hatte eine Stelle als Diakon inne, seine Mutter (geb. Altmann) entstammte einer gutbürgerlichen Familie aus Zschopau. Sein Bruder Karl Theodor Buschick wurde später Bergrat in Freiberg, der jüngste Bruder Emil Anton Buschick Architekt und Baurat in Dresden. Gustav Julius Buschick heiratete am 5. Oktober 1851 Pauline Amande Karichs. Das Paar hatte eine Tochter.

### Ausbildung
Von 1836 bis 1840 studierte Gustav Julius Buschick an der Freiberger Bergakademie und war anschließend von August 1843 bis Dezember 1844 als Hüttengehilfe in den fiskalischen Hüttenwerke Freiberg tätig. Am 8. Dezember 1844 wurde er dort interimsweise Gegenwardein, bevor er am 4. September auch ordentlich auf diese Stelle aufrückte.  Ab 1851 ist er als Assistent des Münzmeisters Gustav Theodor Fischer belegt. Dessen Stelle übernahm er am 1. Juni 1859 als Vizemünzmeister, bevor er selbst am 1. Januar 1861 zum Münzmeister ernannt wurde. Damit oblag Gustav Julius Buschick die Oberaufsicht der Königlich Sächsischen Münze, die sich zu dieser Zeit auf dem Grund der heutigen Hochschule für Bildende Künste Dresden befand.

### Beruf
Gustav Julius Buschicks Zeit als sächsischer Münzmeister war vor allem durch die tiefgreifenden Änderungen der deutschen Einigung geprägt. Die Gründung des deutschen Kaiserreichs ermöglichte eine einheitliche Währung. Genaueres regelten das erste (4. Dezember 1871) und das zweite (9. Juli 1873) Reichsmünzgesetz. Das Münzrecht übte fortan das Deutsche Reich im Auftrag ihrer Bundesstaaten aus. Dennoch behielt das sächsische Königreich das Hoheitsrecht der Münzprägung und unterhielt deshalb auch weiterhin eine Münze. In den folgenden Jahren musste jedoch die Vereinheitlichung des Münzwesens umgesetzt werden.
Die Münzprägung in der Dresdener Münze fand 1876 zu einem letzten Höhepunkt, ging anschließend zurück und ruhte zwischen 1882 und 1884 ganz. Am 24. März wurde daher von der sächsischen Regierung eine Verlegung und Verbindung der Münze zur Schmelze Muldenhütten bei Freiberg beschlossen. Gustav Julius Buschick erhielt am 29. Dezember 1885 für seine Verdienste das Ritterkreuz des Königlich Sächsischen Albrechtsorden verliehen. Am 7. Februar 1887 wurden in der Dresdener Münze unter Buschick in Form von 5 Einpfennig-Stücken die letzten Münzen geprägt. Im selben Jahr wurde das Gebäude abgerissen. In Muldenhütten bestand die Münze schließlich bis 1953 fort. Gustav Julius Buschick trat im Juli 1887 in den Ruhestand und starb am 12. Dezember 1897 in Dresden. Nach ihm wurde kein weiterer Münzmeister im Königreich Sachsen mehr berufen.

## Schaffen

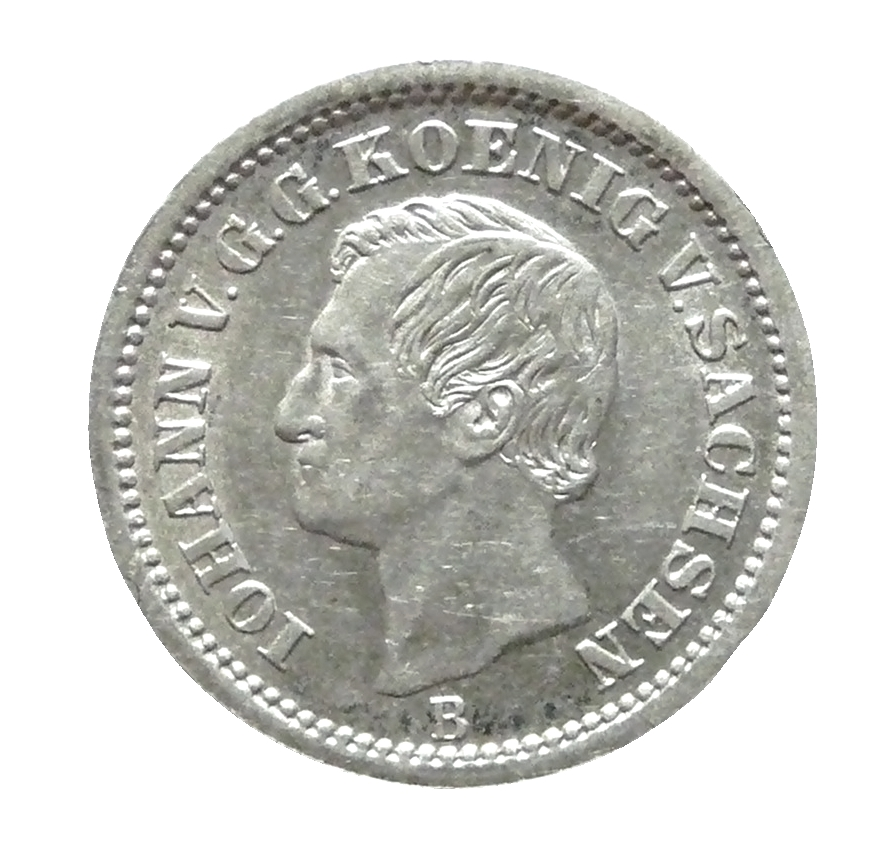
Ein unter Buschick geprägter Neugroschen.

Die unter Gustav Julius Buschick geprägten Münzen tragen das „B“ seines Initial als Münzmeisterzeichen. Geprägt wurde zunächst nach dem Wiener Münzvertrag vom 24. Januar 1857 mit dem 30-Talerfuß, also 30 Vereinstaler aus dem Pfund fein: 1 Vereinstaler (16,67 Gramm Feingewicht Silber) = 30 Neugroschen = 300 Pfennig.
An Silbermünzen wurden in Dresden unter Buschick die Nominale ½ Neugroschen, 1 Neugroschen und 2 Neugroschen sowie ⅙ Taler, ⅓ Taler, 1 Taler, und 2 Taler-Stücke geprägt. An Kupfermünzen wurden 1 Pfennig, 2 Pfennig, 5 Pfennig-Stücke und in Gold die Nominale ½ Vereinskrone (5 Gramm Feingewicht) sowie 1 Vereinskrone (10 Gramm Feingewicht) geprägt.
Neben Königlich Sächsischen Münzen wurden unter Buschick auch Prägungen für die Territorien der Häuser Sachsen-Altenburg und Sachsen-Coburg-Gotha realisiert. Daneben sind drei Gedenkmünzen aus seiner Münzmeisterzeit bekannt: ein Jubiläumsdoppeltaler der Bergakademie Freiberg (1866, Auflage: unbekannt), ein Siegestaler (1871, Auflage: 45.000) und ein Doppeltaler „Goldene Hochzeit von König Johann v. SA.“ (1872, Auflage: 49.000).
Im Dresdener Münzkabinett befindet sich zudem der um 1867 von Alois Stanger gefertigte Gipsabguss einer Medaille mit dem Porträt Gustav Julius Buschicks.

## Werke
- Gustav Julius Buschick: Beschreibung der gangbaren Baue, Häuerarbeiten und Pläne bei Himmelsfürst sammt zugeschlagenen Zechen im Quartale Reminiscere, Manuskript, Freiberg 1839. (Digitalisat)